# Acronia alboplagiata
Acronia alboplagiata är en skalbaggsart som beskrevs av Schultze 1922. Acronia alboplagiata ingår i släktet Acronia och familjen långhorningar.
Artens utbredningsområde är Filippinerna. Inga underarter finns listade i Catalogue of Life.